# Francesco Maria Lanci
Francesco Maria Lanci (Fano, 1799 – Varsavia, 1875) è stato un architetto italiano, attivo in Polonia, dove realizzò numerosi edifici neoclassici e introdusse il neogotico..

## Biografia

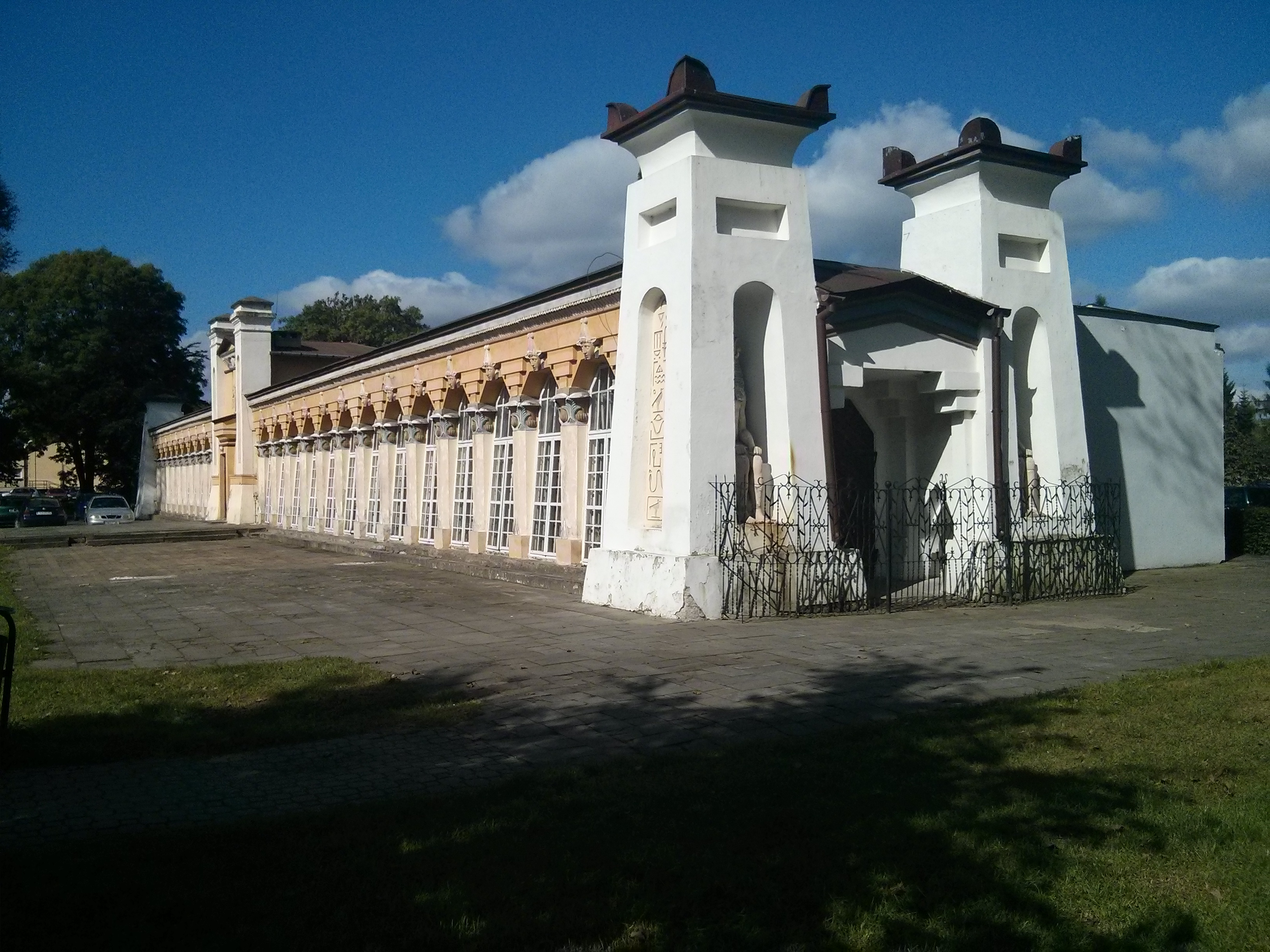
Orangerie di Końskie,

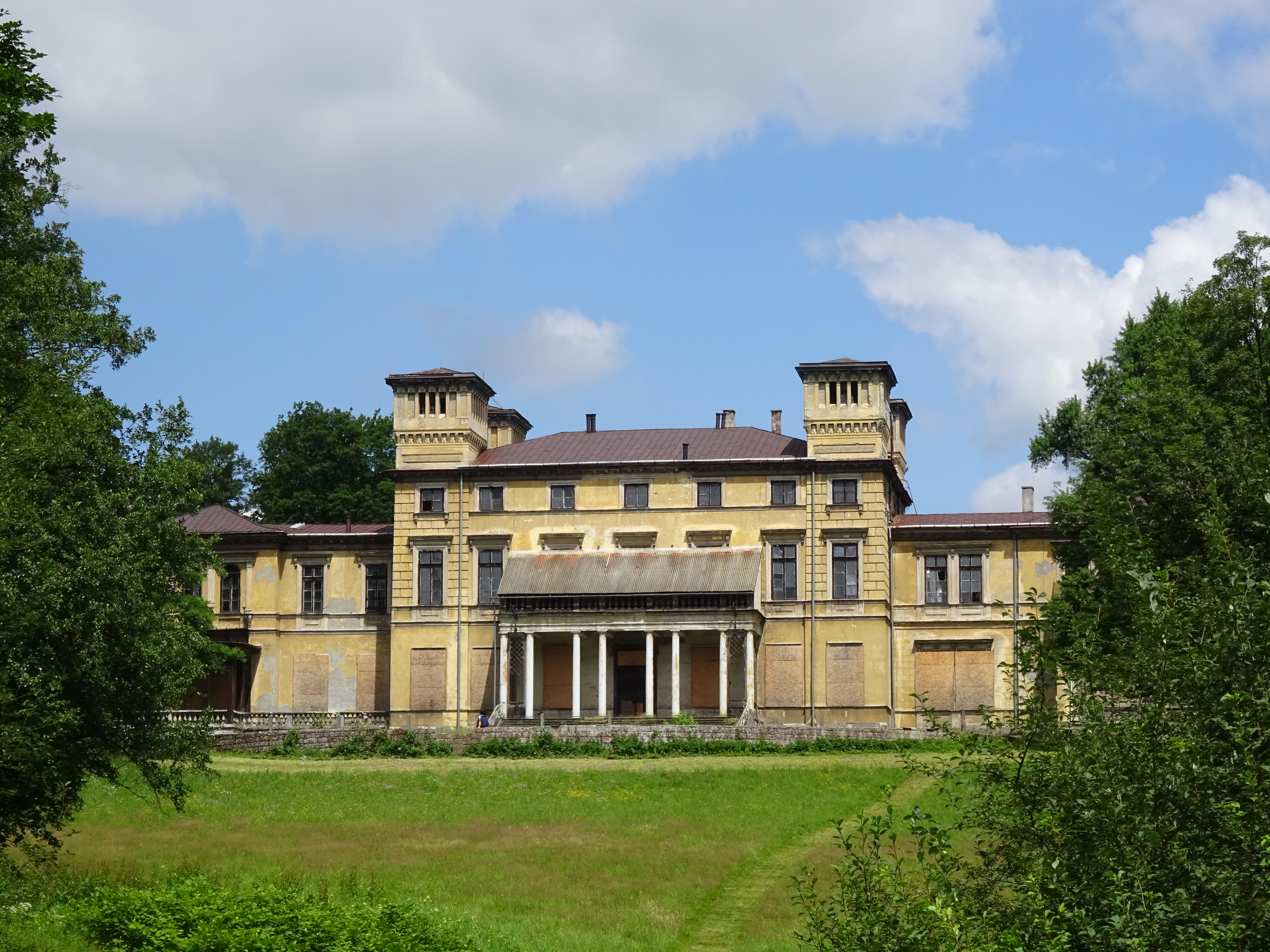
Il Palazzo Potocki a Krzeszowice

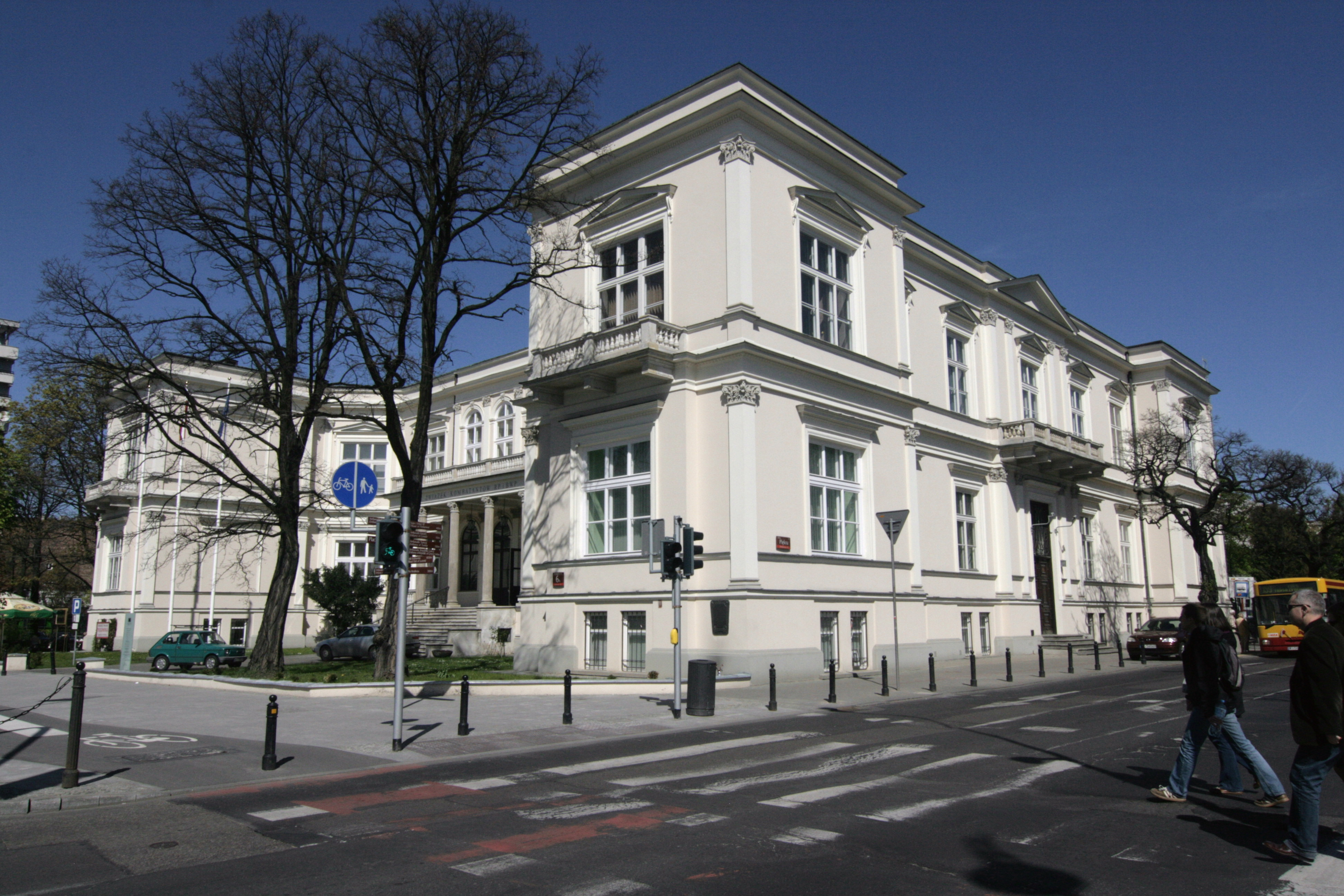
Palazzo Rembieliński a Varsavia

Si formò a Roma presso l'Accademia di S. Luca, ove frequentò i corsi di architettura di Valadier e altri architetti neoclassici. 
Come sua unica opera romana si ricorda l'abitazione di Sebastiano Rolli presso la chiesa di S. Maria de' Monti.
Nel 1825 il conte Malachowsky, che si trovava a Roma, invitò il giovane a svolgere l'attività al suo servizio in Polonia.
L'accademia di San Luca, in vista della partenza lo nominò accademico d'onore come era prassi per favorire gli ex studenti che si recavano all'estero a esercitare la professione. 
Durante i cinque anni trascorsi al servizio del conte,  realizzò numerose opere nel suo feudo tra cui il castello, l'Orangerie in stile neoegizio  e la chiesa di Końskie, a sud di Varsavia.
Da allora in poi, Lanci visse e lavorò in Polonia. Costruì o restaurò chiese e residenze in tutto il paese. Si stabilì inizialmente a Cracovia ottenendo l'incarico della sistemazione del locale ateneo
Come funzionario pubblico realizzò tra il 1837 e il 1843 numerose opere, tra le quali un complesso di case operaie e un ospedale a Dąbrowa Górnicza. 
Tra il 1836 e il 1840 curò la ricostruzione della cappella reale della cattedrale di Poznań e per la decorazione della cupola decorata fece giungere dall'Italia alcuni mosaicisti attivi in S. Marco a Venezia.
Le sue opere appaiono ispirate da un gusto neoclassico influenzato dall'architettura locale e dall'opera di Karl Friederich Schinkel. Nella progettazione di diverse chiese utilizzò anche forme ogivali tanto da essere considerato il diffusore del neogotico in Polonia.
Numerosi anche gli interventi su residenze signorili spesso d'impianto medioevale da rimodernare: tra di essi Ojcow, nelle immediate vicinanze di Cracovia, Falentach presso Varsavia, Szamotuły presso Poznań, e Będzin, in Slesia e il castello reale di Wawel presso Cracovia. Dal 1844 risiedette a Varsavia, dove realizzò per i conti Krasiński la residenza della famiglia e altri fabbricati. A Sewerynów, progettò l'edificio del mercato coperto.
Il figlio primogenito Witold (1828-92) fu anch'egli architetto operante in Polonia

## Opere
- 1830 – Ricostruzione della chiesa di Santa Edvige a Pępowo
- 1830 – Ricostruzione della cappella Potocki sulla collina di Wawel
- 1830 – Ricostruzione del castello Tarnowski a Dzików
- 1834 – Ricostruzione del castello a Będzin (per Edward Raczyński)
- 1835 – Ricostruzione del palazzo a Zagórzany
- 1835 – Ricostruzione del castello di Osiek
- 1835 – Costruzione del Palazzo Ciechanowski a Grodziec (vicino a Będzin)
- 1836 – Ricostruzione del castello di Zator (per Maurycy Eustachy Potocki)
- 1836 – Cappella d'oro nella cattedrale di Poznań in forme d'ispirazione bizantina.
- 1836 – Ricostruzione del castello di Zagórzany vicino a Gorlice
- 1838 – Ricostruzione della Chiesa di Tutti i Santi a Kórnik in stile neogotico
- 1840 – Palazzo a Poręba Wielka vicino a Oświęcim (per il conte Ignacy Bobrowski)
- 1845 – Chiesa a Borkowice (insieme a Henryk Marconi)
- 1846 – La Locanda Gialla a Służewo (Varsavia)
- 1846 – Ricostruzione della chiesa di Santa Caterina a Służewo (Varsavia)
- 1847 – Casa Potocki a Varsavia
- 1848 – Ricostruzione del palazzo a Falenty vicino a Varsavia
- 1848 – Ricostruzione dell'ala settentrionale del Palazzo Wilanów (per la famiglia Potocki)
- 1848 – Fabbricati agricoli a Wilanów
- 1850 – Palazzo Potocki a Krzeszowice
- 1850 – Palazzo Rembieliński presso Varsavia
- 1852 – Municipio a Międzyrzec Podlaski
- 1852 – Palazzo Potocki a Międzyrzec Podlaski
- 1860 – Casa di Kraszewski a Varsavia
- 1865 – Chiesa a Chotomów